# Регби-7 на летних Олимпийских играх 2024 (составы, женщины)
В этой статье приводятся составы всех команд, участвующих в женском турнире по регби-7 летних Олимпийских играх 2024 года в Париже.

## Группа A

### Новая Зеландия
Состав команды был объявлен 20 июня 2024 года.
Тренер:  Кори Суини
- Микаэла Блайд
- Жасмин Феликс-Хотэм[англ.]
- Сара Хирини
- Тайла Кинг
- Джорджа Миллер[англ.]
- Маная Нуку[англ.]
- Махина Пол[англ.]
- Ризи Поури-Лэйн
- Алена Саили[англ.]
- Тереза Стефано
- Стейси Ваака[англ.]
- Портия Вудман-Виклифф

### Фиджи
Состав команды был объявлен 18 июля 2024 года.
Тренер:  Саиаси Фули
- Веренаиси Дитавуту[англ.]
- Колора Ломани[англ.]
- Сесениели Дону[англ.]
- Аловези Накочи[англ.]
- Ана Мария Наймаси[англ.]
- Вани Булеки[англ.]
- Илисапечи Делайвау[англ.]
- Реапи Улунисау[англ.]
- Лавения Кавуру[англ.]
- Райджиэли Давеуа[англ.]
- Мария Рокотуисига[англ.]
- Лайсана Ликучева[англ.]
- Талеи Уилсон[англ.]

### Канада
Состав команды был объявлен 10 июля 2024 года.
Тренер:  Джек Ханратти
- Кэролайн Кроссли[англ.]
- Оливия Эппс[англ.]
- Алиша Корриган[англ.]
- Азия Хоган-Рочестер[англ.]
- Хлоя Дэниелс[англ.]
- Черити Уильямс
- Флоренс Саймондс[англ.]
- Карисса Норстен[англ.]
- Крисси Скарфилд[англ.]
- Фэнси Бермудес[англ.]
- Пайпер Логан[англ.]
- Кеяра Уордли[англ.]
- Тэйлор Перри[англ.]
- Шалайя Валенсуела[англ.]

### Китай
Состав команды был объявлен 18 июля 2024 года.
Тренер:  Лу Чжуань
- Гу Яояо[англ.]
- Сунь Юэ[англ.]
- Чэнь Кэи[англ.]
- Лю Сяоцянь[англ.]
- Ван Ваньюй[англ.]
- Су Ци[англ.]
- Ху Юй[англ.]
- Янь Мэйлин[англ.] (К)
- Жуань Хунтин[англ.]
- Ян Фэйфэй[англ.]
- Чжоу Янь[англ.]
- Доу Синьжун[англ.]

## Группа B

### Австралия
Состав команды был объявлен 2 июля 2024 года.
Тренер:  Тим Уолш
- Бьенн Терита[англ.]
- Шарни Уильямс
- Фэйт Натан[англ.]
- Доминик дю Туа[англ.]
- Тиган Леви[англ.]
- Сария Паки[англ.]
- Шарлотта Кэслик (К)
- Кейтлин Шейв[англ.]
- Тиа Хайндс[англ.]
- Изабелла Нассер[англ.]
- Мэддисон Леви[англ.]
- Бриджет Кларк[англ.]

### Ирландия
Состав команды был объявлен 17 июня 2024 года.
Тренер:  Аллан Темпл-Джонс
- Кэти Бейкер[англ.]
- Меган Бёрнс[англ.]
- Эми-Ли Мёрфи Кроу[англ.]
- Аланна Фитцпатрик[англ.]
- Стейси Флуд[англ.]
- Ева Хиггинс[англ.]
- Эрин Кинг[англ.]
- Вики Элмс Кинлан[англ.]
- Эмили Лэйн[англ.]
- Эшли Орчард[англ.]
- Бейбхинн Парсонс[англ.]
- Люси Рок[англ.] (К)

### Великобритания
Состав команды был объявлен 19 июня 2024 года.
Тренер:  Ник Уолкер
- Эми Уилсон-Харди
- Элли Ботмэн[англ.]
- Элли Килдунне[англ.]
- Эмма Урен[англ.] (К)
- Грейс Кромптон[англ.]
- Хитер Коуэлл[англ.]
- Исла Норман-Белл[англ.]
- Джейд Шекеллс[англ.]
- Джасмин Джойс
- Лорен Торли[англ.]
- Лиза Томсон[англ.]
- Меган Джонс[англ.]

### ЮАР
Состав команды был объявлен 29 июня 2024 года.
Тренер:  Ренфред Дазель
- Матрин Симмерс[англ.]
- Зинтле Мпуфа[англ.]
- Сизофила Солонци[англ.]
- Вероешка Грейн[англ.]
- Кемисецо Балойи[англ.]
- Надин Роос[англ.]
- Лиске Лейтган[англ.]
- Бирхандре Дольф[англ.]
- Аянга Малинга[англ.]
- Либби Янсе ван Ренсбург[англ.]
- Марлиз де Брюин[англ.]
- Мария Чиремба[англ.]

## Группа C

### Франция
Состав команды был объявлен 8 июля 2024 года.
Тренер:  Давид Курте
- Анн-Сесиль Сьофани[англ.]
- Лили Дезу[англ.]
- Каролин Друэн[англ.]
- Камиль Грассино
- Жанна Гризе[англ.]
- Хлоя Жаке[англ.]
- Иан Жасон[англ.]
- Карла Незан[англ.] (К)
- Лу Ноэль[англ.]
- Серафин Окемба[англ.]
- Хлоя Пель[англ.]
- Йолен Йенго[англ.]

### США
Состав команды был объявлен 17 июня 2024 года.
Тренер:  Эмили Бидвелл
- Алев Келтер
- Лорен Дойл[англ.]
- Кайла Канетт[англ.]
- Кристи Кирше[англ.]
- Илона Махер[англ.]
- Ариана Рэмси[англ.]
- Найя Таппер[англ.]
- Элейне Олсен[англ.]
- Алекс Седрик[англ.]
- Сэмми Салливан[англ.]
- Сара Леви[англ.]
- Стефани Роветти[англ.]

### Япония
Состав команды был объявлен 4 июля 2024 года.
Тренер:  Такаси Судзуки
- Ханако Уцуми[англ.]
- Мэи Отани[англ.]
- Марин Кадзики[англ.]
- Тиаки Саэгуса[англ.]
- Эмии Танака[англ.]
- Хонока Цуцуми[англ.]
- Тихару Накамура[англ.]
- Ариса Ниси[англ.]
- Вакаба Хара[англ.]
- Юмэ Хирано[англ.] (К)
- Ринка Мацуда[англ.]
- Сакура Мидзутани[англ.]

### Бразилия
Состав команды был объявлен 3 июля 2024 года.
Тренер:  Уилл Бродерик
- Мариана Николау[англ.]
- Луиза Кампос[англ.] (К)
- Милена Мариано[англ.]
- Гизела Гомес[англ.]
- Талия Коста[англ.]
- Талита Коста[англ.]
- Жасмин Соарес[англ.]
- Марина Фиораванти[англ.]
- Габриела Лима[англ.]
- Ракель Кочханн[англ.]
- Бьянка Силва[англ.]
- Марсела Соуза[англ.]